# جيم كير (لاعب كرة قدم)
جيم كير (بالإنجليزية: Jim Kerr)‏ (3 أكتوبر 1942 في المملكة المتحدة - 2008) هو مدرب كرة قدم ولاعب كرة قدم بريطاني في مركز الدفاع. لعب مع كوين أوف ساوث وKello Rovers F.C. ‏.